# Istituto per la Ricostruzione Industriale
L'Istituto per la Ricostruzione Industriale (en sigles IRI) (en català, Institut per a la Reconstrucció Industrial) va ser un ens públic creat en 1933 per ordre del govern italià per salvar de la fallida als principals bancs italians (Banca Commerciale Italiana, Gruppo Unicredito i el Banc di Roma), arran del crack del 29.
Posteriorment en 1937 va ser transformat en un òrgan permanent, que es va convertir en un holding de l'Estat que cada cop tenia un pes major en l'economia italiana, sent el principal grup industrial d'Itàlia durant els 50 anys compresos entre el final de la segona guerra mundial i els anys 90. L'IRI va existir fins a l'any 2000, quan va ser totalment privatitzat.